# Pappis
Pappis (finska: Pappinen) är en by i Uskela i Salo i det finländska landskapet Egentliga Finland. Byn ligger mellan bostadsområdena Helisnummi och Kaukvuori på stadscentrumets sydöstra sida.
Pappis norra och västra delar består av tätt bebyggda egnahemshus. Byns centrum utgörs av Pappis gård, som har bildats genom att slå samman byns stamhemman Suvi, Kreivi och Liipola. Gården omges av åkermark som sträcker sig ända till Vähäjoki å. Byn omges av skogsklädda klippor i öster och söder.
Kustbanan Åbo-Helsingfors byggdes genom Pappis på 1800-talet. Banan har sedan dess rätats ut, och den nuvarande banlinjen passerar inte genom Pappis längre. Huvudbyggnaden på Pappis gård skadades i en brand år 2019.